# Cochino (U-Boot)
Die Cochino (SS-345) war ein U-Boot der Balao-Klasse der United States Navy. Es diente von 1945 bis zu seinem Untergang 1949 in der US-Marine.

## Geschichte
Die Cochino wurde am 13. April 1944 bei Electric Boat auf Kiel gelegt und lief rund ein Jahr später vom Stapel. Der Name bezeichnet den Fisch Sufflamen verres aus der Familie der Drückerfische. Taufpatin war Mrs. Mortimer E. Serat, die Ehefrau eines Managers der Werft. Am 25. August 1945 fand in New London die Indienststellung statt. Das Boot gehörte zur Atlantikflotte.
Bis in den November erfolgten Probe- und Testfahrten des neuen Bootes. Im Jahr 1946 operierte die Cochino hauptsächlich aus dem Marinestützpunkt in der Guantánamo-Bucht. Im Mai nahm das U-Boot an einer Übung teil, während der es simulierte Angriffe auf Teile der 8. US-Flotte fuhr. Eine erste Überholung fand im April 1947 in der Philadelphia Naval Shipyard statt. Diese verzögerte sich durch eine leichte Beschädigung beim Ausdocken. Im Juni standen nach erfolgter Reparatur Tieftauchtests an, bis Anfang Juli verblieb das Boot danach in der Werft. Den Rest des Jahres verbrachte die Cochino mit lokalen Operationen.
Am 26. April 1948 kollidierte die Cochino mit dem Schlepper Salinan, wodurch das U-Boot am Turm Schäden nahm. Diese wurden bei der Herstellungswerft behoben, bei diesem Anlass wurde das Boot außerdem entsprechend dem GUPPY-Programm modernisiert. Erst im Februar 1949 war die Werftliegezeit beendet. Im Juli verlegte das U-Boot Richtung britische Inseln; am 29. erreichte es Londonderry, später dann Portsmouth. Daraufhin befuhr das Boot noch die Barentssee, bevor es im späten August die Heimreise antrat.
Am 25. August durchquerte die Cochino vor Norwegens Küste einen starken Sturm. Der U-Boot-Schnorchel wurde von den Wellen so heftig getroffen, dass das ganze Boot in Bewegung geriet. Dadurch wurde ein Feuer an Bord entfacht, das wiederum eine Batterie detonieren ließ. Aus defekten Batterien strömte nun Knallgas in das Innere des Bootes. Die Cochino tauchte auf, zusammen mit den Männern ihres sie begleitenden Schwesterschiffes Tusk kämpfte die Besatzung 14 Stunden gegen das Feuer an. Eine weitere Batterieexplosion am 26. August machte jedoch die Notwendigkeit zur Evakuierung des Schiffes offensichtlich. Die Männer der Cochino wurden daher auf die Tusk transferiert, SS-345 ging anschließend unter.
Der Unfall kostete einen zivilen Techniker des Bureau of Ships an Bord der Cochino das Leben, außerdem starben sechs Seeleute der Tusk, die ebenfalls von den Wellen ins Wasser geschleudert worden waren.